# عبدالعزیز بن ترکی بن طلال آل سعود
عبدالعزیز بن ترکی بن طلال آل لجن (عربی: عبدالعزيز بن تركي بن طلال بن عبدالعزيز آل سعود؛ زادهٔ ۶ دسامبر ۱۹۸۶) تاجر، کارآفرین، سرمایه‌گذار و از اهالی کسب‌وکار اهل عربستان سعودی است. او یکی از اعضای خاندان آل سعود است.